# Бэрчетт, Уилфред
Уилфред Грэм Бэрчетт (англ. Wilfred Graham Burchett, 16 сентября 1911, Мельбурн, Австралия — 27 сентября 1983, София, Болгария) — австралийский журналист. Первый западный журналист, осветивший последствия атомной бомбардировки Хиросимы. Писал репортажи с войны в Корее и во Вьетнаме. 
В 1957 году стал платным агентом КГБ.

## Биография
В 1940 году Бэрчетт начал свою карьеру в журналистике. Его сообщения о восстании против режима Виши в Новой Каледонии помогли ему получить аккредитацию в газете Daily Express.
Оставшуюся часть войны провел в Китае и Бирме.

Был первым западным журналистом, который посетил Хиросиму после атомной бомбардировки, прибыв в одиночку на поезде из Токио 2 сентября, в день официальной капитуляции на борту линкора «Миссури». Отправленная азбукой морзе статья была напечатана на первой странице газеты Daily Express в Лондоне 5 сентября 1945 года под названием "The Atomic Plague" «Атомная чума». Первая публикация в СМИ, в котором говорится последствиях радиации и ядерных осадков.

В 1951 году Беркетт отправился в Китайскую Народную Республику в качестве иностранного корреспондента французской коммунистической газеты L’Humanité . В июле 1951 года он и британский журналист Алан Уиннингтон отправились в Северную Корею для освещения мирных переговоров в Пханмунджоме.
Бэрчетт посетил несколько лагерей для военнопленных в Северной Корее, сравнив их с «роскошным курортом», «курортом в Швейцарии».
Бэрчетт прославился, опросив военнопленного генерала США Уильяма Ф. Дина, чья судьба до этого была неизвестна. В своей автобиографии позднее Дин озаглавил одну из глав: «Мой друг Уилфред Бэрчетт».

В 1956 году Беркетт прибыл в Москву в качестве корреспондента газеты National Guardian, американского еженедельника. Он получал ежемесячное пособие от советских властей. В течение следующих шести лет сообщал о достижениях СССР в науке и о восстановлении послевоенной экономики.

В последние годы войны во Вьетнаме Берчетту было уже более 60 лет. Он путешествовал на сотни миль с солдатами Вьетнамской народной армии и Вьетконга, находясь под атакой американских войск. Бэрчетт опубликовал многочисленные книги о Вьетнаме и войне в эти годы.

В 1975 и 1976 годах Бэрчетт отправил несколько сообщений из Камбоджи, восхваляющих новое правительство Пол Пота . В статье от 14 октября 1976 года в « The Guardian» (Великобритания) он писал, что «Камбоджа стала рабоче-крестьянским государством», и поскольку ее новая конституция «гарантирует, что каждый человек имеет право на труд и справедливый уровень жизни». Однако вскоре отношения между Камбоджей и Вьетнамом ухудшились. После того, как Бэрчетт посетил лагеря беженцев в 1978 году, он осознал истинную ситуацию. Он осудил «красных кхмеров», и впоследствии они поместили его в список смертников.

Бэрчетт переехал в Болгарию в 1982 году и умер от рака в Софии через год, в возрасте 72 лет.

### Проблемы с паспортом
В 1955 году британский паспорт Бэрчетта пропал без вести, считался украденным. Австралийское правительство отказалось выпустить замену и попросило британцев сделать то же самое. В течение многих лет Бэрчетт жил с вьетнамским, а затем кубинским паспортом. В 1969 году Беркетту было отказано во въезде в Австралию для участия в похоронах отца. Австралийский паспорт был выдан Бэрчетту правительством Уитлэма в 1972 году.

## Книги
- Вверх по Меконгу. М.: Издательство иностранной литературы, 1958
- Вьетнам и Лаос в дни войны и мира. М.: Издательство иностранной литературы, 1963
- Война в джунглях Южного Вьетнама. М.: Прогресс, 1965
- Народ Южного Вьетнама победит. М.: Прогресс, 1969
- Вновь Хиросима. М.: Прогресс, 1987